# Kritik der Urteilskraft
De Kritik der Urteilskraft (Kritiek van het oordeelsvermogen), verschenen in 1790, is het sluitstuk van de trilogie van de Kritieken van Immanuel Kant. Na de theoretische rede (in de Kritik der reinen Vernunft) en de praktische rede (in de Kritik der praktischen Vernunft), waartussen Kant een onoverzienbare 'kloof' constateert, is in dit werk het woord aan de oordeelskracht; dat is het gezonde verstand. Het is deze oordeelskracht die een brugfunctie vervult tussen de theoretische en praktische rede.

## De kloof
Tussen het gebied van het natuurbegrip, d.i. de waarneembare, zinnelijke wereld (het terrein van de theoretische filosofie, hier door Kant de filosofie van de natuur genoemd) en het gebied van het vrijheidsbegrip, d.i. de bovenzinnelijke wereld (het terrein van de praktische of moraalfilosofie) bestaat een onoverzienbare kloof. Kant brengt de tegenstellingen tussen deze beide gebieden en de brug ertussen schematisch in beeld in de "tweede" inleiding van zijn boek in een
'Tafel der oberen Seelenvermögen'
(Tabel van de hogere vermogens van de ziel).
| Geestesvermogens          | Kenvermogens   | A priori principes | Toegepassingsgebied     |
| ------------------------- | -------------- | ------------------ | ----------------------- |
| Kenvermogen               | Verstand       | Wetmatigheid       | Natuur                  |
| Gevoel van lust en onlust | Oordeelskracht | Doelmatigheid      | Kunst                   |
| Begeervermogen            | Rede           | Einddoel           | Vrijheid (= morele wet) |

Hierna wordt eerst kort stilgestaan bij de in dit schema genoemde tegengestelde aspecten, door Kant besproken in paragraaf IX van zijn Inleiding ; vervolgens bij de volgens Kant bestaande noodzaak om de kloof tussen beide te overbruggen en de brug die hij heeft ontdekt.

### De (theoretische) filosofie van de natuur
Het Verstand (met zijn verstandscategorieën, waaronder de causaliteit) is a priori wetgevend ten aanzien van de sensibele natuur, verschaft theoretische kennis uitsluitend over (mogelijke) ervaringen, en is daarom het kenvermogen van de mens. De kennis betreft hier uitsluitend de objecten in de zinnelijke, fenomenale wereld en niet de dingen als zodanig ("an sich"), waarover geen kennis mogelijk is.

### De (praktische)moraalfilosofie
De Rede is wetgevend ten aanzien van de, uitsluitend tot de noumenale, bovenzinnelijke wereld behorende, regulatieve a priori idee van de Vrijheid. Deze kent haar eigen causaliteit en wordt beheerst door de wet van de vrijheid, de morele wet. Zij is onvoorwaardelijk praktisch gericht op een einddoel: praktische regels, die hun werking hebben in de zintuiglijke wereld. De vrijheid is niet de oorzaak (natuurcausaliteit bestaat niet in het noumenale) maar wel de grond van deze praktische werking. Hier speelt het begeervermogen (de wil) een rol: het menselijk vermogen om van voorstellingen de oorzaak van de werkelijkheid van een object te maken. Maar ook het begeervermogen is objectgericht, evenals het kenvermogen. Dit alles is het terrein van de praktische filosofie, beheerst door de noumenale idee van de vrijheid, waarover geen kennis mogelijk is.

### De noodzaak om de kloof te overbruggen
Een overgang van het gebied van het natuurbegrip naar dat van het vrijheidsbegrip door middel van het theoretisch gebruik van de rede is onmogelijk; het eerste kan geen enkele invloed op het tweede uitoefenen. Maar in omgekeerde richting moet er wel sprake van invloed zijn. Het vrijheidsbegrip moet immers het door zijn wetten gestelde doel in de waarneembare wereld verwerkelijken.
Dientengevolge moet de natuur ook zó gedacht kunnen worden, dat (dus: alsof) de wetmatigheid van haar vorm ten minste overeenstemt met de mogelijkheid van de in haar, overeenkomstig de vrijheidswetten, te verwerkelijken doelen.

## De esthetische oordeelskracht

### Het schone als voorwerp van het smaakoordeel
Kant noemt smaak het vermogen om schoonheid (met voorrang voor het natuurschoon boven de kunst) te beoordelen. Ook wel: het vermogen om de mededeelbaarheid van gevoelens, die met een gegeven voorstelling verbonden zijn te beoordelen. Het smaakoordeel is dus een esthetisch en geen kennisoordeel. Het betrekt een voorstelling door middel van de verbeeldingskracht op het (waarnemende) subject en op het gevoel van lust of onlust. Het smaakoordeel is dus subjectief.
Een analyse van het smaakoordeel levert het volgende beeld op:
1. Het welbehagen dat aan het smaakoordeel ten grondslag ligt, is niet geïnteresseerd in (heeft geen belang bij) het bestaan-als-zodanig van het als schoon aangemerkt object.
2. Subjectief wordt schoonheid voorgesteld alsof het door iedereen zo wordt beleefd: Een subjectieve algemeenheid, die niet berust op een specifieke kennis van het object. Zij heeft betrekking op algemene kennis, die het resultaat is van verbeeldingskracht en verstand. De lust aan de harmonie van deze kenvermogens resulteert in esthetische lust.
3. Deze tot lust leidende harmonie leidt ertoe het als schoon aangemerkte object te beschouwen is alsof het doelmatig is. Een subjectieve/formele doelmatigheid, maar zonder doel wegens het ontbreken van het hebben van belang bij het object. Deze subjectieve/formele doelmatigheid noemt Kant a priori.
4. Omdat het welbehagen verondersteld wordt subjectief algemeen te zijn en het schone formeel doelmatig, is het welbehagen exemplarisch en voorwaardelijk noodzakelijk. Kant noemt dit de sensus communis van de smaak: Het gevoel in het smaakoordeel wordt als plicht aan eenieder toegedacht.

Dat Kant het schone het symbool noemt van de zedelijkheid heeft alles te maken met zijn bedoeling om het primaat van de praktische rede te bevestigen.

### Het smaakoordeel overbrugt de "kloof" richting verstand
Uit de analyse van het smaakoordeel blijkt, dat de oordeelskracht volstrekt onafhankelijk staat ten opzichte van verstand en rede, maar tevens een brugfunctie vervult richting verstand. De esthetische oordeelskracht is het vermogen om door het gevoel van lust of onlust de a-priorische formele doelmatigheid te beoordelen, zegt Kant. Bij het smaakoordeel (uitsluitend hierbij en niet bij het verhevene) vormt het lustgevoel de sleutel tot de brugfunctie van de oordeelskracht, blijkens het volgende citaat:
"Das Bewußtsein der bloß formalen Zweckmäßigkeit im Spiele der Erkenntniskräfte des Subjekts, bei einer Vorstellung, wodurch ein Gegenstand gegeben wird, ist die Lust selbst, weil es einen Bestimmungsgrund der Tätigkeit des Subjekts in Ansehung der Belebung der Erkenntniskräfte desselben, also eine innere Kausalität (welche zweckmäßig ist) in Ansehung der Erkenntnis überhaupt, aber ohne auf eine bestimmte Erkenntnis eingeschränkt zu sein, mithin eine bloße Form der subjektiven Zweckmäßigkeit einer Vorstellung in einem ästhetischen Urteile enthält."
Gerelateerd aan paragraaf IX en de Tafel der oberen Seelenvermögen is de overbrugging van "de kloof" vanuit het smaakoordeel aldus aan te duiden: De reflecterende oordeelskracht werkt vanuit het apriorische subjectieve/formele doelmatigheidsbeginsel, dat op zijn beurt tot bewustzijn wordt gebracht door het lustgevoel; een lustgevoel, dat ontstaat door de harmonie in het vrije spel tussen verbeeldingskracht en verstand, waardoor het dus een brugfunctie vervult richting verstand.

### Het verhevene
Naast het vermogen het schone te beoordelen (het smaakoordeel) analyseert Kant ook het beoordelingsvermogen betreffende het verhevene. Het verhevene is dat wat zonder meer en zonder enige vergelijking groots is.
Het verhevene komt op verschillende punten overeen met het schone:
1. Het bevalt om zichzelf;
2. het veronderstelt geen oordeel van de zinnen noch een logisch bepalend, maar een reflecterend oordeel;
3. daarom hangt het welgevallen dat het verschaft niet af van een gewaarwording (het aangename) of begrippen (zoals bij het goede), maar is het welgevallen toch met onbepaalde begrippen verbonden, waardoor de verbeeldingskracht bij een bepaalde aanschouwing in overeenstemming wordt beschouwd met het vermogen van de verstandsbegrip¬pen of de rede.
4. Daarnaast zijn oordelen over het verhevene, net als die over het schone, singuliere oordelen die aanspraak maken op algemene geldigheid.
5. Beide zijn verklaringen van een esthetisch algemeen geldige oordeel; beide baseren zich op subjectieve gronden (het schone op die van de zintuiglijkheid ten gunste van het contemplatieve verstand; het verhevene juist afgekeerd hiervan, is gericht op de doeleinden van de praktische rede); beide zijn in hetzelfde subject verenigt en zijn doelmatig in relatie tot het morele gevoel, en dit is de achting voor de morele wet.

Het verhevene verschilt echter op een aantal punten fundamenteel met het schone.
1. Het natuurschone betreft de vorm van een object, die begrensd is. Het verhevene is evenwel ook aan een vormloos object te vinden, voor zover aan dat object of als gevolg daarvan onbegrensdheid wordt voorgesteld en toch de totaliteit erbij gedacht wordt.
2. Daarom zou je het schone de uitbeelding van een onbepaald verstandsbegrip kunnen noemen, het verheven echter van een onbepaald redebegrip.
3. Het schone gaat gepaard met direct lustgevoel. Het gevoel van het verhevene is een slechts indirect lustgevoel. Het welbehagen is hier meer bewondering of achting en is dus een negatieve lust.
4. Het natuurschone impliceert een doelmatigheid in haar vorm, die daarom aanleiding vormt tot welbehagen. Het verhevene daarentegen wordt, juist als het ondoelmatig en strijdig met ons voorstellingsvermogen lijkt te zijn, als nog meer verheven beschouwd. Het verhevene betreft niet natuurobjecten, maar uitsluitend ideeën van de rede, die ons gemoed beroeren.
5. Het natuurschone brengt ons tot de ontdekking van de natuur als kunst; niet onze kennis maar wel het begrip voor de natuur wordt vergroot. In het verhevene is hier echter geen sprake van. Juist chaos en woestheid van de natuur wekken het verhevene op. Het verhevene vindt uitsluitend zijn grond in onszelf.
6. Bij het schone is de reflecterende oordeelskracht in zijn relatie tot de kennis sowieso doelmatig gestemd. Bij het verhevene is er lustgevoel vanwege de verbreding van de verbeeldingskracht.

Het verhevene is een (natuur)object, waarvan de voorstelling die je ervan maakt het gevoel van de ontoereikendheid van natuur als afbeelding van ideeën teweegbrengt.
Het gevoel voor het verhevene van de natuur gaat gepaard met een gemoedsstemming, die gelijk is aan de morele gemoedsstemming.

### Het verhevene overbrugt de "kloof" richting de rede
Zoals de esthetische oordeelskracht bij de beoordeling van het schone de verbeeldingskracht op het verstand betrekt om in ieder geval met de verstandsbegrippen overeen te stemmen, zo betrekt zij bij het beoordelen van het verhevene de verbeeldingskracht op de rede om met de ideeën van de rede (God, vrijheid, onsterfelijkheid) subjectief overeen te stemmen.
Het onlustgevoel ontstaat als gevolg van het ontbreken van de harmonie tussen verbeeldingskracht en verstand en leidt tot een (dus negatief gekleurd) lustgevoel in de richting van de rede.
Dus het verhevene verschaft het brugdeel vanuit het onlustgevoel richting begeervermogen (de wil) en vanuit de oordeelskracht richting de rede.
Natuur en vrijheid worden door het verhevene niet overbrugd. Dat is de uitsluitende taak van de kunst.
Verder postuleert Kant, dat het verhevene (met het schone) doelmatig is richting het morele gevoel. Maar dan heeft hij het niet over een brugfunctie maar over het primaat de van de morele wet.

## De teleologische oordeelskracht

### De objectieve doelmatigheid van de natuur
Ging het bij de esthetische oordeelskracht om de subjectieve/relatieve doelmatigheid (het vrije spel van de kenvermogens), die niet van het kunstwerk of de natuur is, maar voortkomt uit ons beoordelingsvermogen, bij de teleologische oordeelskracht gaat het juist wel om de doelmatigheid van het natuurobject. Hier spreekt Kant daarom van objectieve doelmatigheid. Onder objectief mag bij het teleologische oordeel echter niet worden verstaan een empirisch vast te stellen en te verklaren soort causaal verband tussen natuurobjecten. Dit laatste betreft een bepalend oordeel en kan de doelmatigheid van natuurobjecten niet verklaren. Het teleologisch oordeel is een reflectief oordeel, waarbij we aan het begrip van een object een causaliteit toerekenen, alsof deze in de natuur zou bestaan. De objectieve doelmatigheid komt dus niet van het object vandaan, maar wordt vanuit de subjectiviteit van de oordelende mens bepaald.
De teleologie is uitsluitend het principe van de reflecterende en niet van de bepalende oordeelskracht en levert geen bijzondere grond voor (natuur)causaliteit op, maar vult aan, waar de mechanische natuurbeschouwing, die met verstandsbegrippen werkt, halt moet houden. (KdU, 308)
De objectieve doelmatigheid, die door de reflecterende oordeelskracht wordt aangenomen, is niet iets vrijblijvends. De natuur moet als één doelsysteem worden gezien:
Alles in die Welt ist irgendwozu gut, nichts in ihr umsonst; und man ist durch das Beispiel, das die Natur an ihren organischen Produkte gibt, berechtigt, ja berufen, von ihr und ihren Gesetzen nichts, als was im ganzen zweckmäßig ist, zu erwarten.

### De brugdelen van de fysico-teleologie en ethico-teleologie
Kant onderscheidt twee vormen van teleologie. De fysico-teleologie oordeelt over de doelmatigheid van de organische natuur (waartoe de mens ook behoort, maar geen speciale aandacht behoeft) en vult aan, wat het verstand via de natuurcausaliteit niet kan verklaren. Hier gaat dus een brugdeel richting het verstand en de wetmatigheid.
De ethico-teleologie moet uitgaan van de mens als einddoel in zichzelf en van de natuur. Dit kan niet vanuit een immanente beschouwing van de natuur worden vastgesteld, maar alleen met de vrijheid van de rede.
En hier lijkt Kant ook op een andere manier nog een brug te slaan tussen de praktische rede en de oordeelskracht: De praktische rede, die handelt volgens de wet van de vrijheid, moet haar einddoelen in de door de natuurcausaliteit beheerste natuur realiseren, en kan dat ook omdat de natuur als doelmatig moet worden beschouwd en de mens zelf einddoel is.
"Lijkt", want in het eerder genoemde schema is dit niet terug te vinden. De brug tussen natuur en vrijheid is de kunst.

## De brug over de kloof
De brug tussen verstand en rede wordt geslagen door de subjectieve reflecterende Oordeelskracht, die werkt vanuit het a priori beginsel van de doelmatigheid van de natuur (de brug tussen wetmatigheid en einddoel) en zijn toepassingsgebied heeft in de Kunst (de brug tussen natuur en vrijheid).
Voor de subjectieve gevoelens van Lust en onlust, die de brug vormen tussen kenvermogen en begeervermogen, is de oordeelskracht het constitutieve a priori principe, dat onafhankelijk bestaat van begrippen en praktisch gerichte gevoelens van begeerte. Maar naast de oordeelskracht is ook de esthetische ervaring, de Kunst, constitutief voor lust en onlust: De spontaneïteit in het spel van de kenvermogens (verstand, oordeelskracht en rede) en hun onderlinge harmonie zijn de bron van lust.
Het verstand bewijst, dat wij slechts kennis kunnen hebben van de sensibele wereld, ziet wel aanwijzingen voor het bestaan van een bovenzinnelijk substraat, maar bepaalt deze niet.
De oordeelskracht verschaft, door haar a priori vermogen de natuur volgens haar bijzondere wetten te beoordelen, aan haar bovenzinnelijk substraat de bepaalbaarheid door het intellectuele vermogen. De rede geeft, door haar praktische wet a priori, de bepaling.
Zo maakt de oordeelskracht de overgang van het gebied van het natuurbegrip naar dat van het vrijheidsbegrip mogelijk en overbrugt zij de kloof tussen Verstand en Rede. Het is dus een brug met eenrichtingsverkeer.

## Nederlandse vertaling
- Kritiek van het oordeelsvermogen, ten geleide, vertaling en annotaties Jabik Veenbaas en Willem Visser, 2009. ISBN 9789085063483